# Löberschütz
Löberschütz est une commune allemande de l'arrondissement de Saale-Holzland, Land de Thuringe.

## Géographie
Löberschütz se situe dans la vallée de la Gleise, au pied de l'Alter Gleisberg.
|           | Tautenburg  |                       |
| Golmsdorf | Löberschütz | Graitschen bei Bürgel |
|           | Jenalöbnitz |                       |

## Histoire
Löberschütz est mentionné pour la première fois en 1227.
À proximité se trouvent deux villages abandonnés, Lotzschen et Rasdorf. Lotzschen est mentionné pour la première fois en 1256 quand le seigneur de Lobdeburg vend le village à l'abbaye de Lausnitz. Il est abandonné pendant les croisades contre les hussites ou la guerre fratricide de Saxe.
Löberschütz est la scène d'une chasse aux sorcières en 1561, un homme et une femme subissent un procès.

## Source de la traduction
- (de) Cet article est partiellement ou en totalité issu de l’article de Wikipédia en allemand intitulé « Löberschütz » (voir la liste des auteurs).